# SC Ostbahn XI
SC Ostbahn XI – austriacki klub piłkarski, mający siedzibę w wiedeńskiej dzielnicy Simmering. Obecnie gra w 2. Landesliga Wien.

## Historia
Chronologia nazw:
- 1921: Sport-Club Werkstätte Simmering Ostbahn
- 1922: Wiener Sportvereinigung Ostbahn
- 192?: ESV Ostbahn XI
- 1938: Reichsbahn I
- 1942: SG Reichsbahn – po fuzji z Reichsbahn IV
- 1943: Reichsbahn I – po rozwiązaniu fuzji
- 1945: ESV Ostbahn XI
- 1970: ESV Ostbahn-Olympia XI – po fuzji z Olympia XI
- 1982: ESV Ostbahn XI – po fuzji z Webeba
- 1994: SC Ostbahn XI

Klub sportowy Sport-Club Werkstätte Simmering Ostbahn został założony w miejscowości Wiedeń 23 kwietnia 1921 roku przez pracowników zakładu kolejowego Simmering przy kolei wschodniej. W połowie 1922 przyjął nazwę Wiener Sportvereinigung Ostbahn. Z czasem zmienił nazwę na ESV Ostbahn XI i stał się jednym z wiodących amatorskich klubów sportowych w Wiedniu. W latach 1932–1934 klub występował w lidze VAFÖ. W 1935 roku awansował nawet do profesjonalnej II. Liga Süd, w której utrzymał się do sezonu 1936/37. W 1937 spadł do Wiener 1. Klasse (D3). Wskutek aneksji Austrii przez Rzeszą Niemiecką 12 marca 1938 roku rozgrywki w Austrii były organizowane jako część mistrzostw Niemiec. Austriackie kluby walczyli w Gaulidze, a zwycięzca potem uczestniczył w rozgrywkach pucharowych o tytuł mistrza Niemiec. Podobnie jak wszystkie wiedeńskie kolejowe kluby sportowe, został przydzielony do Reichsbahn Turn- und Sportverein Groß-Wien. Klub musiał przyjąć nazwę Reichsbahn I. W sezonie 1941/42 klub zwyciężył w 1. Klasse Wien A. Potem przed rozpoczęciem turnieju playoff o awans do pierwszej ligi połączył się z Reichsbahn IV w SG Reichsbahn. Wzmocniony zespół zajął drugie miejsce w playoff i zdobył historyczny awans do Gauliga Donau-Alpenland. W debiutowym sezonie 1942/43 zajął 8.miejsce i był zmuszony grać baraże o utrzymanie. Po przegraniu z SC Wacker powrócił do drugiej ligi, klub został ponownie rozdzielony, Reichsbahn I został przydzielony do 1. Klasse Wien A.
Po zakończeniu II wojny światowej klub przywrócił nazwę ESV Ostbahn XI i został zakwalifikowany do najwyższego poziomu rozgrywek, zwanego Liga. Po zakończeniu sezonu 1945/46, w którym zajął spadkowe 12.miejsce, po raz ostatni zagrał w pierwszej lidze. Potem występował na drugim poziomie austriackiej piramidy piłki nożnej. W 1948 roku spadł do Wiener ligi (D3). W 1950 po reorganizacji systemu lig został zdegradowany do czwartej ligi. Po spadku zespół nie był w stanie przez dłuższy czas awansować do trzeciej ligi, dopiero to nastąpiło w 1971 roku, po tym jak w 1970 połączył się z Olympia XI w ESV Ostbahn-Olympia XI. W 1973 po wygraniu Wiener Stadtliga awansował do Regionalliga Ost. Jednak w następnym roku nastąpiła reorganizacja systemu lig, w wyniku której Regionalliga Ost została obniżona do III poziomu. W 1976 po zajęciu ostatniej 16.pozycji spadł do Wiener Stadtliga, a w 1979 pożegnał się z Ligą Wiedeńską. W 1982 roku klub połączył się z Webeba. W 1994 roku klub zmienił nazwę na SC Ostbahn XI po tym, jak nie był już klubem kolejowym. W 1999 klub wrócił do Admiral Wiener Stadtliga. Po 10 latach gry na czwartym poziomie w 2008 roku awansował do Regionalliga Ost. W sezonie 2011/12 klub musiał ponownie zagrać w Wiener Stadtliga, ale po roku wrócił do Regionalliga Ost, jednak nie potrafił utrzymać w niej i w 2013 znów spadł do Wiener Stadtliga. Po zakończeniu sezonu 2018/19 spadł do 2. Landesliga Wien (D5).

## Barwy klubowe, strój
|  |  |

Klub ma barwy czerwono-białe. Zawodnicy domowe spotkania zazwyczaj grają w czerwonych koszulkach, czerwonych spodenkach oraz czerwonych getrach.

## Sukcesy

### Trofea międzynarodowe
Nie uczestniczył w rozgrywkach europejskich (stan na 31-05-2019).

### Trofea krajowe
| \| \| Zdobyte trofea w rozgrywkach Austrii (stan na: 31-05-2019) \| |                                                            |      |                                    |
| Rozgrywki                                                           | Osiągnięcie                                                | Razy | Sezon(y)                           |
| · Mistrzostwo                                                       | I miejsce                                                  | 0    |                                    |
| · Mistrzostwo                                                       | II miejsce                                                 | 0    |                                    |
| · Mistrzostwo                                                       | III miejsce                                                | 0    |                                    |
| · Mistrzostwo                                                       | 8.miejsce                                                  | 1    | 1942/43                            |
| Puchar                                                              | zdobywca                                                   | 0    |                                    |
| Puchar                                                              | finalista                                                  | 0    |                                    |
| Puchar                                                              | 1/16 finału                                                | 4    | 1935/36, 1936/37, 1945/46, 1948/49 |
| II liga                                                             | I miejsce                                                  | 1    | 1941/42                            |
| II liga                                                             | II miejsce                                                 | 1    | 1944/45                            |
| II liga                                                             | III miejsce                                                | 2    | 1935/36, 1943/44                   |
| Austria                                                             | Zdobyte trofea w rozgrywkach Austrii (stan na: 31-05-2019) |      |                                    |

## Poszczególne sezony

### Rozgrywki międzynarodowe

#### Europejskie puchary
Nie uczestniczył w rozgrywkach europejskich.

### Rozgrywki krajowe
| \| Austria \| Bilans występów klubu w rozgrywkach piłkarskich Austrii (Stan na 31 maja 2019 r.) \| \| |                                                                                          |        |       |   |   |   |    |    |     |                                                              |        |        |      |
| Poziom                                                                                                | Rozgrywki                                                                                | Sezony | Mecze | Z | R | P | B+ | B– | Pkt | Lata                                                         | Awanse | Spadki | Naj. |
| I | Gauliga Donau-Alpenland/ Liga                                                            | 2      |       |   |   |   |    |    |     | 1942/43, 1945/46                                             | 0      | 2      | 8    |
| II | II. Liga Süd/ 1. Klasse Wien/ Wiener Liga/ Regionalliga Ost                              | 8      |       |   |   |   |    |    |     | 1935–1937, 1941/42, 1943–1945, 1946–1948, 1973/74            | 2      | 3      | 1    |
| III                                                                                                   | Wiener 1. Klasse/ I. Kreisklasse/ Wiener 1. Klasse A/ Wiener Stadtliga/ Regionalliga Ost | 13     |       |   |   |   |    |    |     | 1937–1941, 1948/49, 1971–1973, 1974–1976, 2008–2011, 2012/13 | 3      | 0      | 1    |
| | Puchar Austrii                                                                           | ?      |       |   |   |   |    |    |     | od 1935                                                      | 0      | 0      | 1/16 |
| Austria                                                                                               | Bilans występów klubu w rozgrywkach piłkarskich Austrii (Stan na 31 maja 2019 r.)        |        |       |   |   |   |    |    |     |                                                              |        |        |      |

## Struktura klubu

### Stadion
Klub piłkarski rozgrywa swoje mecze domowe na stadionie Ostbahn-XI-Platz w Wiedniu, który może pomieścić 1500 widzów.

### Inne sekcje
Klub prowadzi drużyny dla dzieci i młodzieży w każdym wieku. Funkcjonuje też drużyna w piłce nożnej kobiet, która jako Damenfußballclub (DFC) Ostbahn XI wygrała w 1985 mistrzostwa Austrii.

## Kibice i rywalizacja z innymi klubami

### Derby
- Admira Wiedeń
- Austria Wiedeń
- FC Wien
- First Vienna FC 1894
- Floridsdorfer AC
- Rapid Wiedeń
- Wacker Wiedeń
- Wiener AC
- Wiener SC